# Sven Krüger (Neonazi)
Sven Krüger (* 1974 in Wismar) ist ein bundesweit bekannter deutscher Neonazi, Politiker der rechtsextremen Partei Die Heimat und Abbruchunternehmer. Sven Krüger war ab 2009 Kreistagsabgeordneter der NPD in Wismar und Mitglied des Landesvorstandes bis 2011. 

## Leben
Bereits als Jugendlicher geriet Krüger mit dem Gesetz in Konflikt. Krüger galt als Führungsperson der Hammerskins in Mecklenburg-Vorpommern und war aktiv daran beteiligt, das Dorf Jamel zu einer „national befreiten Zone“ zu machen. Dabei griffen Krüger und seine Mittäter auf Abschreckung und Gewalt zurück. Im Dorf wurde beispielsweise die Reichskriegsflagge aufgehängt und zugezogene Mitbürger systematisch eingeschüchtert und verdrängt. Bis 2011 wies Krügers Polizeiakte 51 Vorstrafen auf, u. a. wegen schwerer Körperverletzung, gewerbsmäßiger Hehlerei, Landfriedensbruchs, Einbruchs, Diebstahls, räuberischer Erpressung und der Verwendung verfassungsfeindlicher Symbole. Von 1992 bis 1999 saß er mehrere Jahre im Gefängnis. Er wurde 1999 erneut verurteilt – zu drei Jahren und neun Monaten Haft –, als er als Haupttäter an einem Überfall auf eine Jugendgruppe beteiligt war.
Anfang der 2000er Jahre gründete er ein Abrissunternehmen und begann mehrere Immobilien in Jamel aufzukaufen. Das Gros der Mitarbeiter stammte ebenfalls aus dem rechtsextremen Spektrum, unter anderem aus dem Hammerskins-Umfeld und der Kameradschaftsszene. Das Abrissunternehmen warb mit einem Arbeiter, der mit einem Vorschlaghammer einen Davidstern durchschlug.
2011 durchsuchte ein Spezialeinsatzkommando der mecklenburg-vorpommerschen Polizei das Anwesen von Sven Krüger. Die Polizei fand dort eine Maschinenpistole mit insgesamt 200 Schuss Munition und sechs gestohlene Baumaschinen. Wegen Verdunkelungsgefahr wurde Krüger in Untersuchungshaft genommen. Er wurde anschließend zu vier Jahren und drei Monaten Haft wegen gewerbsmäßiger Hehlerei verurteilt. Die Staatsanwaltschaft hatte dem Abrissunternehmer insgesamt 19 Fälle der Hehlerei und des Verstoßes gegen das Kriegswaffenkontrollgesetz vorgeworfen. Zwischen September 2008 und Januar 2011 soll er hochwertige Werkzeuge und Baumaschinen, die aus Straftaten stammen, in seinem Abrissunternehmen genutzt oder diese weiterverkauft haben. Krüger hatte direkt zu Prozessbeginn im Juli 2011 ein Geständnis abgelegt. Krüger hatte zunächst Haftverschonung erhalten, damit er sein Bauunternehmen weiterführen konnte.
Seine Haftstrafe trat er am 3. November 2011 in der Justizvollzugsanstalt Bützow an. Vorher verfasste er einen Abschiedsbrief, der über die Website von David Petereit der Öffentlichkeit zugänglich gemacht wurde. In diesem entschuldigte er sich für seine Straftaten, die er „schlampig“ begangen habe, und bedankte sich bei seiner Anhängerschaft.
Von großer Bedeutung für die NPD ist das im Wesentlichen von Krüger gebaute „Thinghaus“ in Grevesmühlen als landesweiter Neonazi-Treffpunkt. Viele Veranstaltungen des rechten Spektrums fanden dort statt, wie NPD-interne Treffen, Rechtsrock-Konzerte und konspirativ organisierte Zusammenkünfte der Hammerskins. Das Thinghaus wurde während seiner Haftzeit von Kameraden weitergeführt. Im August 2011 fand ein konspiratives Solidaritätskonzert für Krüger statt, bei dem 200 Besucher aus dem Umfeld der verbotenen Hammerskins anwesend waren. Im Januar 2012 wurde zudem eine „Soli-CD“ mit dem Titel Jamel scheißt auf den Förster (in Anspielung auf das Festival Jamel rockt den Förster) veröffentlicht, auf dem die Band Die Lunikoff Verschwörung mit insgesamt vier Titeln vertreten ist. Die Kompilation stammt aus den Reihen der Freien Kameradschaften.
Im Gefängnis gründete er den Veritas-Verlag und veröffentlichte zwei Biografien über SA-Männer, beide verfasst von NPD-Mitgliedern. Die erste handelt von Gustav Schmeißner und wurde von Michael Grewe verfasst, die zweite über Peter von Heydebreck schrieb Stephan Jandzinsky-Joecke.

## Kommunale Mandate
Als NPD-Politiker besaß Krüger ein Kreistagsmandat in Nordwestmecklenburg und wurde kurz vor seiner Verhaftung in den NPD-Landesvorstand gewählt. Die NPD distanzierte sich von Krüger, nachdem er in Untersuchungshaft genommen wurde. Wenige Tage nach Krügers Festnahme verkündete die NPD, dass Krüger sein Amt im Landesvorstand bis zur Klärung der Vorwürfe ruhen lassen würde. Eine offizielle Rückgabe des Postens gab es jedoch zunächst nicht. Sein Mandat im Kreistag legte Krüger im Mai 2011 nieder, und ein anderer NPD-Politiker rückte für ihn nach.
2019 kandidierte Krüger als Spitzenkandidat der Wählergemeinschaft Heimat und wurde als einziger Kandidat der Liste in den Gemeinderat von Gägelow gewählt, in der er fortan als fraktionsloses Gemeinderatsmitglied saß. Bei der Kommunalwahl in Mecklenburg-Vorpommern 2024 verbesserte die nun in Wählergemeinschaft Heimatliebe umbenannte Gruppe ihren Stimmenanteil von 9,5 % auf 16,1 % der Stimmen, sodass neben dem Spitzenkandidaten Krüger auch der Heimatliebe-Kandidat Steffen Meinecke in den Gemeinderat Gägelow einzog. Krüger konnte mit 548 abgegebenen Stimmen die höchste Zahl von Einzelstimmen aller antretenden Kandidaten auf sich vereinigen und wurde medial als Wahlgewinner bezeichnet. Die WG Heimatliebe ist seit der konstituierenden Sitzung des Gemeinderats 2024 im Bau- sowie Sozialausschuss der Gemeinde Gägelow vertreten.